# St. Antonius (Brötzingen)

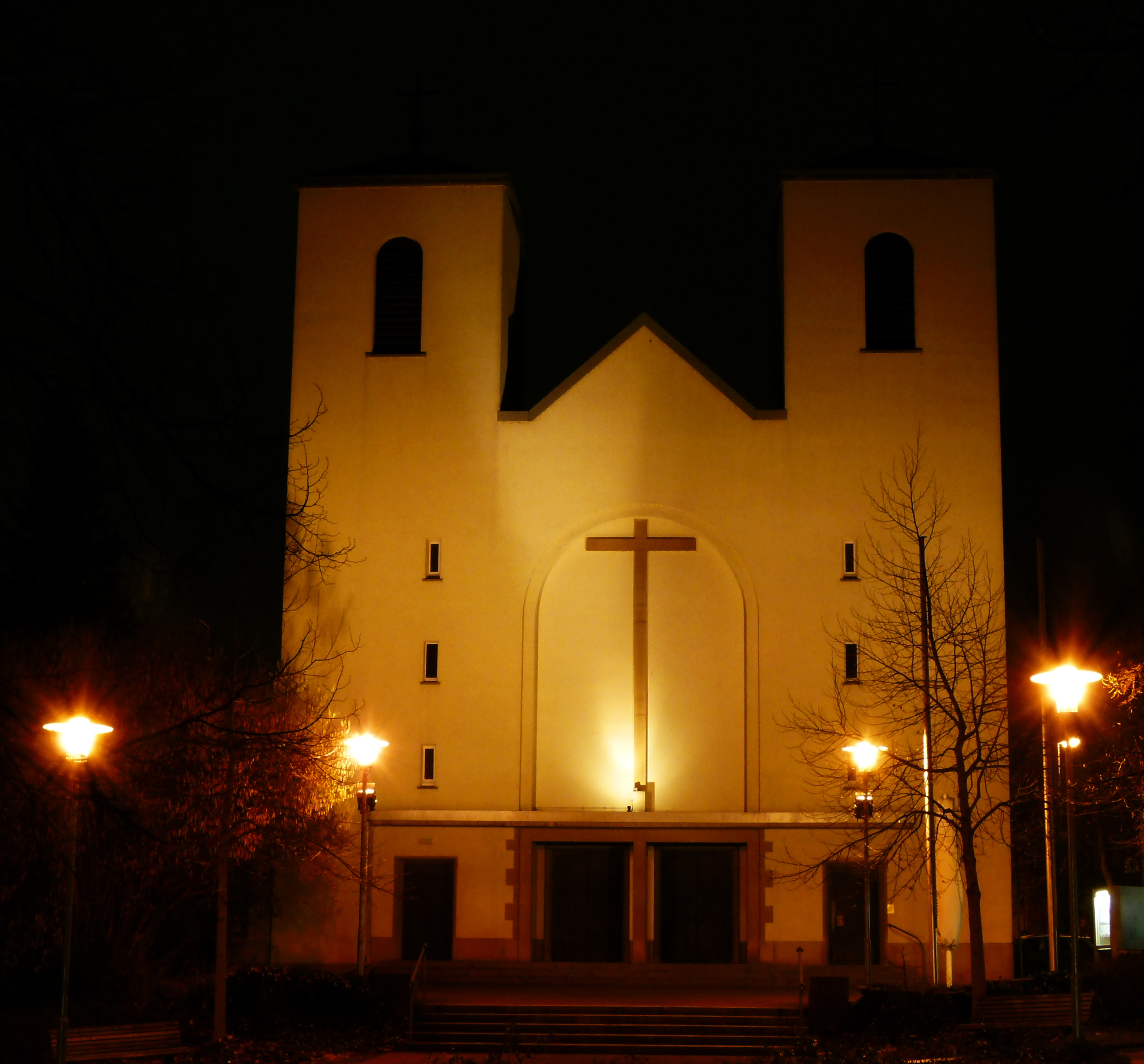
Pfarrkirche St. Antonius in Pforzheim-Brötzingen

St. Antonius in Brötzingen, einem Stadtteil von Pforzheim in Baden-Württemberg, ist eine katholische Pfarrkirche. Pläne für den Bau einer katholischen Kirche in Brötzingen gab es schon im 19. Jahrhundert, die Kirche konnte jedoch erst 1934/35 erbaut werden. Ihr Inneres wurde vor allem in den 1970er Jahren grundlegend umgestaltet.

## Geschichte

### Gründung der katholischen Pfarrkuratie
Brötzingen war seit der Reformation protestantisch. Die wenigen Katholiken, die dort bis ins 19. Jahrhundert lebten, waren zunächst überhaupt keinem Seelsorgebezirk zugeordnet und wurden ab 1823 von der katholischen Pfarrei in Pforzheim mitbetreut, der sie 1846 schließlich auch formell zugeordnet wurden. Durch die starke Industrialisierung Pforzheims stieg auch in Brötzingen im 19. Jahrhundert die Zahl der zugezogenen Katholiken stark an. 1871 gab es 371 Katholiken, um 1900 waren es etwa 600. Pfarrverweser Christ (im Amt 1863 bis 1887) stellte erste Überlegungen zur Gründung einer Pfarrstelle für Brötzingen, Dillweißenstein und Büchenbronn an, aber die Stadtgemeinde war zunächst mit dem Bau der 1891 eingeweihten Kirche St. Franziskus beschäftigt.
Die Kirchenbaupläne in Brötzingen kamen 1897 in Fahrt, als Karoline Stöhrer dem Bonifatius-Verein 5000 Mark zum Ankauf eines Bauplatzes für einen Kirchenneubau in Brötzingen stiftete. Daraufhin gründete sich ein Kirchenbaufonds, der 1897/98 insgesamt sechs Grundstücke erwarb. 1902 legte Baurat Schroth Pläne für die Kirche vor. Inzwischen war jedoch ein neuer Bebauungsplan für Brötzingen erstellt worden, der eine Verbindungsstraße quer durch den geplanten Kirchenbauplatz vorsah. Mit Hinblick auf die sich anbahnende Eingemeindung Brötzingens nach Pforzheim waren keine Verhandlungen wegen des Bauplans mehr möglich. Dekan Leist mietete deswegen in einem Haus gegenüber der evangelischen Christuskirche einen Betsaal, der ab Mai 1906 für Gottesdienste diente, aber mit nur etwa 80 Plätzen nicht die nötige Kapazität hatte. Im November 1906 wurde eine Pfarrkuratie für Brötzingen, Dillweißenstein und Büchenbronn eingerichtet.

### Bau einer Notkirche 1908/09
Im Mai 1908 wurden Pläne für den Bau einer Notkirche erstellt, die nach Intervention der Kirchenbehörde schließlich vom Ministerium genehmigt wurden. Im Winter 1908/09 wurde daraufhin ein einfacher, nicht unterkellerter Fachwerkbau als Notkirche für Brötzingen erbaut und dem hl. Antonius von Padua geweiht. Der einfache Bau wurde für drei Jahre genehmigt. 1910 wurde eine eigene Kuratie für Dillweißenstein und Büchenbronn errichtet, für die noch im selben Jahr die Liebfrauenkirche in Dillstein erbaut wurde. Da die Gemeinde in Brötzingen dadurch sehr entlastet war, blieb die Brötzinger Notkirche länger als die geplanten drei Jahre in Betrieb. Durch die Notjahre des Ersten Weltkriegs, in denen eine Glocke und die Zinnprospektpfeifen der Orgel abgeliefert werden mussten, sowie die nachfolgende Zeit der Inflation verzögerten sich die weiteren Baupläne.

### Bau der Antoniuskirche 1934/35
Erst 1925 konnte die Gemeinde in Brötzingen wieder ihre Kirchenbaupläne aufnehmen. Zunächst war die Grundstückssituation zu klären, da weiterhin die Pläne für eine Verbindungsstraße quer durch die bisher gekauften Grundstücke bestanden. Die Stadt rückte auch nicht von den Plänen zur heutigen Antoniusstraße ab, so dass die katholische Gemeinde 1928 noch den Wolfschen Platz erwarb, um über genügend Baugrund zu verfügen. 1930 wurde nach Plänen von Otto Linder zunächst ein Pfarrhaus erbaut. Nach einer Spende in Höhe von 25.000 Euro von dem Fabrikanten Antonius Kufferath aus Mariaweiler bei Düren konnten Ende 1933 von den Architekten Graf und Luger vom Erzbischöflichen Bauamt Pläne für den Kirchenbau erstellt und ab 1934 die Kirche gebaut werden. Der erste Spatenstich erfolgte am 21. März 1934, die Grundsteinlegung am 21. Mai 1934. Bereits während des Rohbaus wurden vier Glocken erworben und geweiht. Am 24. März 1935 wurde die Kirche von Domkapitular Thomas Aschenbrenner geweiht.
Die anfängliche Ausstattung der Kirche, darunter Bänke, Orgel und zwei Gemälde, stammte größtenteils aus der alten Notkirche, die noch zwei Jahre als Jugendraum diente und 1937 abgerissen wurde. Die Anschaffung der Altäre und der sonstigen Ausstattung wurde aus Stiftungen bestritten. Der Hochaltar wurde neu nach Plänen des Erzbischöflichen Bauamtes gefertigt und erhielt 1936 ein Gemälde von Johannes Michael Schmitt, der 1938 auch noch ein Gemälde für die Taufkapelle schuf. Eine Statue für den Herz-Jesu-Altar schuf Bildhauer Spiegel aus Stuttgart. Kreuzwegstationen, Taufstein und eine Pieta kamen von Bildhauer Weber in Grötzingen.

### Umgestaltung nach dem Zweiten Weltkrieg
Im Zweiten Weltkrieg war die Kirche ab 1939 Auslagerungsort für das Gnadenbild der Wallfahrtskirche von Bickesheim. 1942 mussten drei der vier Glocken der Kirche abgeliefert werden. 1944 wurde aus der bisherigen Pfarrkuratie eine vollwertige Pfarrei. Den Luftangriff auf Pforzheim am 23. Februar 1945 überstand die Kirche ohne größere Schäden, lediglich die Fenster und das Dach wurden beschädigt. Notdürftig repariert diente die Kirche danach für die zentralen katholischen Gottesdienste aller Pforzheimer Katholiken. Nachdem die letzte verbliebene Glocke 1953 gesprungen war, erhielt die Kirche ein neues vierstimmiges Geläut von Schilling in Heidelberg.
1954/55 wurde eine Kirche für die Filialgemeinde in Dietlingen errichtet. 1961 wurde der Arlinger mit der 1931 erstellten Theresienkapelle als eigene Kuratie abgetrennt.
Nachdem die Kirchen in der Stadt Pforzheim wiederaufgebaut waren und die bisherigen Filialen eigene Gotteshäuser bzw. Pfarrer erhalten hatten, fiel Druck von der Antoniusgemeinde ab und man konnte sich der nötig gewordenen Renovierung der Antoniuskirche widmen. Ab 1958 fand eine Außenrenovierung der Kirche statt, wobei gleichzeitig auch deren Orgel erweitert wurde. 1964/65 erfolgte eine umfassende Innenrenovierung. Die Kirche erhielt neue Fußböden, eine neue Heizung, eine Mikrofonanlage und einen neuen Altar. 1967/68 folgten ein neues Tabernakel und ein neuer Ambo von Anton Kunz. Ebenfalls 1968 wurde die Orgel nochmals erweitert. 1970/71 wurde in der Nachbarschaft ein großes neues Gemeindezentrum errichtet. Gleichzeitig wurde die Kirche im Inneren weiter umgestaltet, womit sie durch Entfernung des alten Altarretabels, der Seitenaltäre, der Kommunionbank, der Kanzel und der Beichtstühle sowie durch neue Ausstattungsgegenstände, einen einheitlichen hellen Anstrich und neue Bänke ihre heutige Innengestalt erhielt. 1974 erhielt die Kirche neue Portale von Kunz sowie einen neuen Außenanstrich. 1980 kam statt eines Madonnenwandbehangs eine Madonnenstatue aus Oberammergau. Von einer testamentarischen Stiftung der Zweitorganistin Frieda Dissen konnte die Gemeinde 1984 eine neue Orgel von Rudolf Kubak in Augsburg bestellen. Die alte Orgel kam 1987 nach Precna in Slowenien, das neue Instrument wurde 1988 eingebaut.

## Beschreibung
Die Antoniuskirche ist eine dreischiffige Hallenkirche, sie ist 42 Meter lang und 17 Meter breit. Die Giebelfassade wird von zwei Türmen flankiert. Das zehn Meter hohe Mittelschiff wird von einer Balkendecke überspannt, der sieben mal acht Meter große Chor ist wie die Seitenschiffe von einem Tonnengewölbe überspannt.
Das Hängekreuz über dem Altar schuf Anton Kunz 1972. Aus demselben Jahr stammen die farbigen Bleiglasfenster von Franz Dewald.